# Lilian Bland
Lilian Bland (Maidstone, 28 september 1878 - 11 mei 1971) was een Engelse journalist en vliegpionier.

## Biografie

### Vroege jaren
Lilian Bland werd in Maidstone in een Engels-Ierse familie geboren en in 1900 verhuisde de familie naar Carnmoney, dat ten noorden van Belfast ligt. Aldaar raakte ze geïnteresseerd in fotografie en had ze als vrouw onconventionele hobby's voor die tijd. Zo rookte ze, droeg ze broeken en nam ze deel aan de jacht. Ze groeide vervolgens uit tot sportjournalist en persfotografe voor de Londense kranten. In 1908 kreeg ze een postkaart opgestuurd van het vliegtuig van Louis Blériot waardoor ze geïnteresseerd raakte in de luchtvaart.

### Vliegpionier
Een jaar later was Lilian Bland aanwezig bij een luchtvaartbijeenkomst in Blackpool waar ze aantekeningen maakte van de afmetingen van de vliegtuigen. Vervolgens deed ze verder onderzoek en weldra begon ze met de bouw van haar eigen vliegtuig. Eerst bouwde ze een primitieve dubbeldekker en na een succesvolle glijvlucht besloot ze een volwaardig vliegtuig te bouwen. Het nieuwe vliegtuig dat ze bouwde had een totale spanwijdte van ruim twintig voet, maar Bland twijfelde of het vliegtuig wel zou vliegen. Daarom doopte ze het vliegtuig met de naam Mayfly.
Haar eerste testvlucht deed Bland op Carnmoney Hill om erachter te komen of het vliegtuig de kracht had om een motor te dragen en toen deze test slaagde schafte ze een motor aan bij A.V. Roe Aircraft Company. Met de motor in het vliegtuig maakte ze haar eerste vlucht in augustus 1910 in Randalstown. Na haar eerste succesvolle vlucht ging Bland het vliegtuig verder aanpassen en begon kleine schaalvliegtuigen te verkopen om haar project te kunnen financieren. Uiteindelijk werd ze door haar vader overgehaald om haar vliegtuig te verkopen en in te wisselen voor een Ford Model T en leerde ze zichzelf autorijden.

### Latere carrière en leven
In 1912 huwde Lilian Bland met haar neef Charles Loftus Bland en emigreerden ze naar Canada. Ze kreeg bij hem één kind, Patricia Lilian Bland, dat op zestienjarige leeftijd in 1929 aan de tetanus zou overlijden. In 1935 keerde ze terug naar Engeland en ging ze in Kent wonen waar ze tuinier werd en in 1950 ging ze met pensioen. Na haar dood in 1971 werd ze begraven in Sennen.